# دیه‌گو مارتین
دیه‌گو مارتین (اسپانیایی: Diego Martín‎؛ زادهٔ ۲۱ سپتامبر ۱۹۷۴) بازیگر اهل اسپانیا است.
از فیلم‌ها یا برنامه‌های تلویزیونی که وی در آن نقش داشته‌است، می‌توان به روان‌پزشک، الیت، کارآگاهان خصوصی، سه قدم بالاتر از بهشت و می‌خواهمت اشاره کرد.